# Albuch
Albuch – północno-wschodnia część Jury Szwabskiej, położona na zachód od doliny rzeki Brenz, między miastami Heidenheim an der Brenz, Aalen i Geislingen an der Steige.

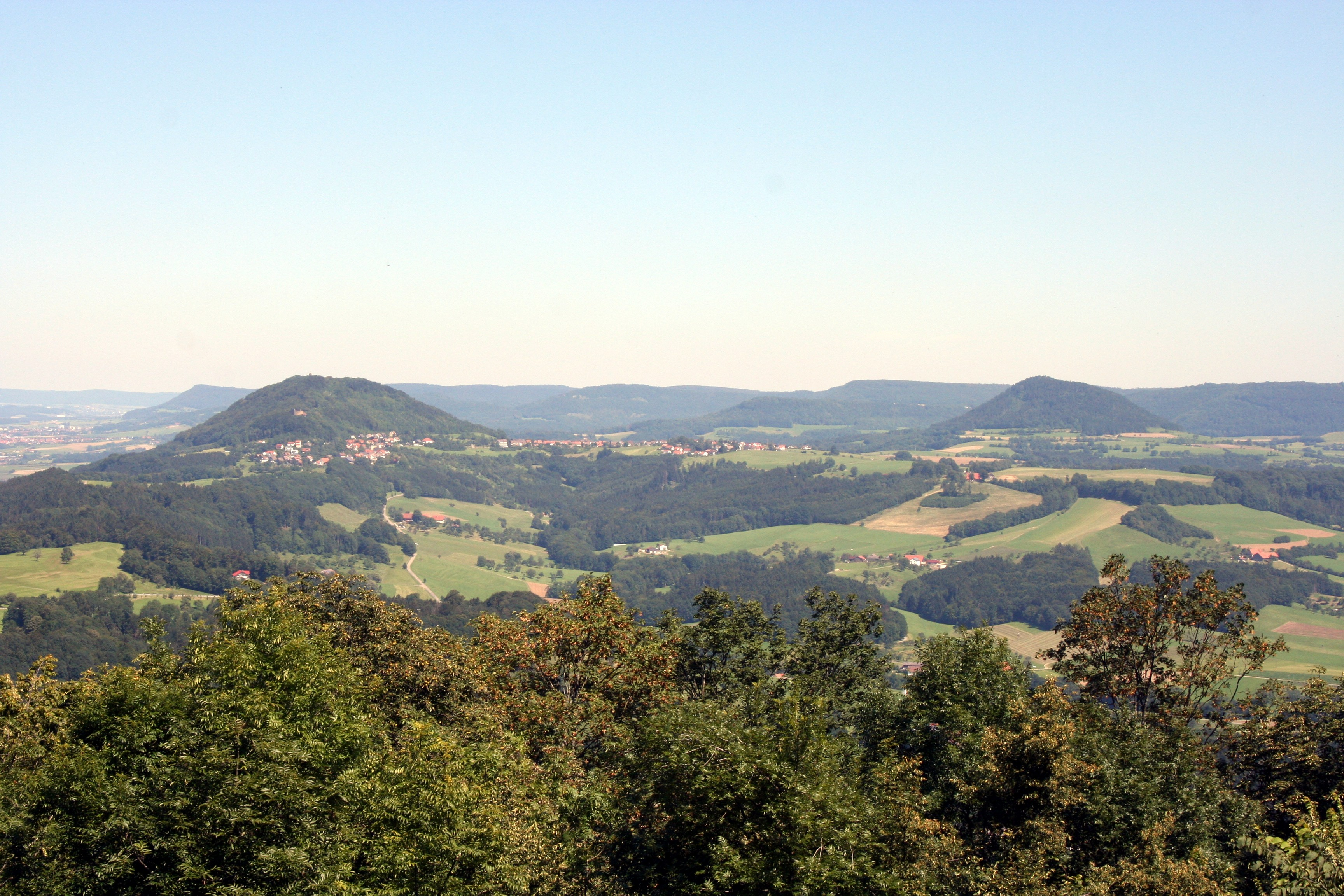
Rechberg (po lewej) i Stuifen z Hohenstaufen

Obszar Albuch stanowią w znacznej części płaskowyże o stromych zboczach, porośnięte rozległymi lasami. Północno-zachodni skraj płaskowyżu zajmują zalesione wzgórza Kaiserberge z widokowymi szczytami Stuifen (757 m n.p.m.), Hohenrechberg (707 m n.p.m.) i Hohenstaufen (684 m n.p.m.). Osobliwością rejonu jest Krater Steinheim, powstały 15 mln lat temu w wyniku uderzenia ok. 150-metrowego meteorytu i zajmowany obecnie przez miasto Steinheim am Albuch.
Obszar stanowił dawniej część wirtemberskiego okręgu Jagst.